# Форбак — Буле-Мозель
Форба́к — Буле́-Мозе́ль (фр. Arrondissement de Forbach-Boulay-Moselle) — округ на северо-востоке Франции, регион Эльзас — Шампань — Арденны — Лотарингия, департамент Мозель. Супрефектура — Форбак.

## История
Округ создан в декабре 2014 года, на основании Декрета № 2014—1721 от 29 декабря 2014 года с 1 января 2015 года объединением с последующим упразднением округов Форбак и Буле-Мозель в качестве административного центра для 169 коммун департамента Мозель.

## Состав округа
С 1 января 2015 года в составе округа 8 кантонов, объединяющих 169 коммун. Кроме того, в результате административной реформы в составе кантонов Бузонвиль, Фолькемон и Саральб оказались коммуны другого округа, поэтому в составе вновь созданного округа эти кантоны представлены частично:
| Код INSEE | Кантон          | Французское название | Количество коммун | Площадь, км²     | Население, чел. (2013) |
| --------- | --------------- | -------------------- | ----------------- | ---------------- | ---------------------- |
| 5703      | Буле-Мозель     | Boulay-Moselle       | 31                | 242,79           | 33 098                 |
| 5704      | Бузонвиль       | Bouzonville          | 32 (из 55)        | 241,81 от 400,71 | часть от 33 846        |
| 5707      | Фолькемон       | Faulquemont          | 33 (из 61)        | часть от 474,24  | часть от 39 310        |
| 5708      | Форбак          | Forbach              | 7                 | 41,94            | 40 446                 |
| 5709      | Фремен-Мерлебак | Freyming-Merlebach   | 11                | 74,3             | 32 906                 |
| 5719      | Сент-Авольд     | Saint-Avold          | 10                | 109,41           | 40 311                 |
| 5720      | Саральб         | Sarralbe             | 31 (из 48)        | часть от 402,0   | часть от 34 112        |
| 5725      | Стирен-Вандель  | Stiring-Wendel       | 14                | 97,14            | 39 004                 |